# Péczely Antal
Péczely Antal, Péczeli Antal Béla (Budapest, 1891. június 9. – Budapest, 1960. december 4.) festő és grafikus, polgári iskolai tanár.

## Életrajza
A Kálvin téri református templomban keresztelték június 14-én. Apja a nagykőrösi születésű Péczeli Balázs géplakatos, anyja pedig Majsai Jolán volt. Az elemi és polgári iskola elvégzése után, 1905-től négy éven át a Budapesti Állami Elemi Tanítóképző Intézetben, ezt követően budapesti Képzőművészeti Főiskolán tanult 1909-től 1913-ig, ahol Edvi Illés Aladár és Révész Imre tanítványa volt. Kezdetben rajztanárként dolgozott a fővárosban, de már az 1910-es években festett, valamint felkérésre könyvekhez készített illusztrációkat. 1917. január 20-án Budapesten házasságot kötött Vásárhelyi Vilma Gizella magánhivatalnoknővel.
1924-től foglalkozott komolyabban a festéssel. Az 1930-as években Révész Imre mellett alkotott a kecskeméti művésztelepen, de még ezt megelőzően részt vett a gyulai művésztelep megalapításában és annak első, 1928-as tárlatán, ahol – hét festőtársával együtt – több képet is kiállított. Rendszeresen szerepelt tárlatokon a Műcsarnokban és a Nemzeti Szalonban. Művei közül a moszkvai Puskin Múzeumban és a lvivi múzeumban is található egy képe. Külföldön Nürnbergben, Stockholmban és Amszterdamban állított ki. Budapesten utoljára 1946-ban volt tárlata. Legszívesebben falusi és kocsmai életképeket, valamint templom- és szobabelsőket festett. Műveinek túlnyomó része még az életében külföldre került különböző kereskedelmi csatornákon keresztül, ezért sok képe az Amerikai Egyesült Államokban lelhető fel. Megrendelésre is dolgozott, készített orientalizáló témájú képeket. Az 1930-40-es években az óbudai Frankel Leó út (akkor Zsigmond király útja) 68-ban élt családjával. Halálát szívkoszorúér-rögösödés, epekő, influenza okozta.
Fia, ifj. Péczely Antal szintén tehetséges festő volt, a második világháború után valószínűleg szovjet hadifogságba került.